# HD 11037
HD 11037，又名BD+02 270，SAO 110138、HR 527，是一颗恒星，视星等为5.91，位于銀經149.17，銀緯-56.25，其B1900.0坐标为赤經1h 43m 15.1s，赤緯+3° -56.25′ 11″。